# 善積元
善積 元（よしづみ げん、1987年11月5日 - ）は日本の俳優。本名同じ。東京都世田谷区出身。

## 人物
早稲田大学第一文学部卒業。在学中、落語研究会及び写真部に在籍する一方、演劇作品への出演をはじめる。幼少時に劇団ひまわりに所属していた。以降、フリーを経て、2016年より株式会社エコーズ所属。特技はドラムの演奏。

## 出演作品

### 舞台
- 無抵抗百貨店屋上遊園地（2007年、脚本・演出：山本健介、ジエン社）
- 団地大図鑑（声の出演、2008年、構成・演出：高山明、Port B）
- あの人の世界（2009年、脚本・演出：松井周、サンプル）
- 美しきラビットパンチ（2010年、脚本・演出：松居大悟、ゴジゲン）
- 芸劇eyes『20年安泰。』(2011年、東京芸術劇場)
- 乞局（2011年、脚本・演出：下西啓正、乞局）
- 不機嫌な子猫ちゃん（2012年、脚本・演出：田川啓介、水素74％）
- アドバタイズドタイラント（2012年、脚本・演出：山本健介、ジエン社）
- バラバラ姉妹に憐れみを（2012年、脚本・演出：田川啓介、水素74％）
- ステロタイプテスト/パス（2014年、脚本・演出：山本健介、ジエン社）
- ベーコンエッグ感想戦『オイディプス王』（出演・構成・演出、2014年）
- ベーコンエッグ感想戦ふたたび『オイディプス王』（出演・構成・演出、2014年）
- 30光年先のガールズエンド（2015年、脚本・演出：山本健介、ジエン社）
- わたし〜抱きしめてあげたい〜（2015年、脚本・演出：田川啓介、水素74％+三鷹市芸術文化センター）
- 夜組（2017年、脚本・演出：山本健介、ジエン社）

### 映画
- 罠 THE TRAP（1996年、林海象監督）
- ワンダフルワールドエンド（2015年、松居大悟監督）
- グッドバイ、バッドマガジンズ（2022年10月28日） ‐ 戸塚陽 役